# 45. Kongress der Vereinigten Staaten
Der 45. Kongress der Vereinigten Staaten, bestehend aus dem Repräsentantenhaus und dem Senat, war die Legislative der Vereinigten Staaten. Seine Legislaturperiode dauerte vom 4. März 1877 bis zum 4. März 1879. Alle Abgeordneten des Repräsentantenhauses sowie ein Drittel der Senatoren (Klasse II) waren im Jahr 1876 bei den Kongresswahlen gewählt worden. Dabei ergaben sich in den beiden Kammern unterschiedliche Mehrheiten. Im Senat hatte die Republikanische Partei die Mehrheit, während die Demokraten das Repräsentantenhaus kontrollierten. Der Kongress tagte in der amerikanischen Bundeshauptstadt Washington, D.C. Präsident war der Republikaner Rutherford B. Hayes. Die Vereinigten Staaten bestanden damals aus 38 Bundesstaaten. Der 1876 der Union beigetretene Staat Colorado ist erstmals für eine volle Legislaturperiode im Kongress vertreten. Die Sitzverteilung im Repräsentantenhaus basierte auf der Volkszählung von 1870.

## Wichtige Ereignisse
Siehe auch 1877, 1878 und 1879
- 4. März 1877: Beginn der Legislaturperiode des 45. Kongresses. Gleichzeitig wird Rutherford Hayes in sein neues Amt als US-Präsident eingeführt. Die umstrittene Wahl war erst zwei Tage zuvor endgültig entschieden worden (siehe auch Präsidentschaftswahl in den Vereinigten Staaten 1876). Hayes löst Ulysses S. Grant als US-Präsident ab.
- 1877–1879: Während der gesamten Legislaturperiode gehen die Indianerkriege weiter. Außerdem leitet das Land unter einer bereits seit 1873 bestehenden Wirtschaftskrise.
- 15. Juni 1877: Henry Ossian Flipper ist der erste Afroamerikaner der die United States Military Academy in West Point absolviert und Leutnant in der United States Army wird.
- 16. Juli 1877: Beginn des großen Eisenbahnerstreiks in den USA. Es kommt zu gewalttätigen Unruhen. Der Präsident setzt das Militär zur Beruhigung der Lage ein.
- 21. November 1877: Thomas Alva Edison gibt die Erfindung des Phonographen bekannt.
- 18. Februar 1878: Beginn des Lincoln-County-Rinderkriegs.
- November 1878: Kongresswahlen in den USA. Dabei erringen die Demokraten die Mehrheit im Senat. Im Repräsentantenhaus können sie sich eine knappe Mehrheit, die zeitweise nur mit Hilfe von Abgeordneten aus den Splitterparteien möglich wird, sichern.
- 15. Februar 1879: Präsident Hayes unterschreibt ein Gesetz, wonach es weiblichen Rechtsanwälten erlaubt wird, Fälle vor dem Obersten Bundesgerichtshof zu vertreten.

## Die wichtigsten Gesetze
In den Sitzungsperioden des 45. Kongresses wurden unter anderem folgende Bundesgesetze verabschiedet (siehe auch: Gesetzgebungsverfahren):
- 28. Februar 1878: Bland–Allison Act (Ein Währungsgesetz)
- 29. April 1878: National Quarantine Act
- 3. Juni 1878: Timber and Stone Act
- 18. Juni 1878: Posse Comitatus Act

## Zusammensetzung nach Parteien

### Senat
- Demokratische Partei: 35
- Republikanische Partei: 40
- Sonstige: 1
- Vakant: 0

Gesamt: 76 Stand am Ende der Legislaturperiode

### Repräsentantenhaus
- Demokratische Partei: 155
- Republikanische Partei: 136
- Sonstige: 2
- Vakant: 0

Gesamt: 293 Stand am Ende der Legislaturperiode
Außerdem gab es noch acht nicht stimmberechtigte Kongressdelegierte.

## Amtsträger

### Senat
- Präsident des Senats: William A. Wheeler (R)
- Präsident pro tempore: Thomas W. Ferry (R)

### Repräsentantenhaus
- Sprecher des Repräsentantenhauses: Samuel J. Randall (D)

## Senatsmitglieder
Im 45. Kongress vertraten folgende Senatoren ihre jeweiligen Bundesstaaten:
| Alabama - 2. John Tyler Morgan (D) - 3. George E. Spencer (R) Arkansas - 2. Augustus Hill Garland (D) - 3. Stephen Wallace Dorsey (R) Kalifornien - 1. Newton Booth (R) - 3. Aaron Augustus Sargent (R) Colorado - 2. Henry Moore Teller (R) - 3. Jerome Bunty Chaffee (R) Connecticut - 1. William W. Eaton (D) - 3. William Henry Barnum (D) Delaware - 1. Thomas F. Bayard (D) - 2. Eli M. Saulsbury (D) Florida - 1. Charles W. Jones (D) - 3. Simon B. Conover (R) Georgia - 2. Benjamin Harvey Hill (D) - 3. John Brown Gordon (D) Illinois - 2. David Davis (Unabhängiger) - 3. Richard James Oglesby (R) Indiana - 1. Joseph E. McDonald (D) - 3. Oliver Morton (R) bis zum 1. November 1877 - Daniel W. Voorhees (D) ab dem 6. November 1877 Iowa - 2. Samuel Jordan Kirkwood (R) - 3. William B. Allison (R) Kansas - 2. Preston B. Plumb (R) - 3. John James Ingalls (R) Kentucky - 2. James B. Beck (D) - 3. Thomas C. McCreery (D) Louisiana - 2. William P. Kellogg (R) - 3. James B. Eustis (D) Maine - 1. Hannibal Hamlin (R) - 2. James G. Blaine (R) Maryland - 1. William Pinkney Whyte (D) - 3. George R. Dennis (D) Massachusetts - 1. Henry L. Dawes (R) - 2. George Frisbie Hoar (R) Michigan - 1. Isaac P. Christiancy (R) bis zum 10. Februar 1879 - Zachariah Chandler (R) ab dem 22. Februar 1879 - 2. Thomas W. Ferry (R) Minnesota - 1. Samuel McMillan (R) - 2. William Windom (R) Mississippi - 1. Blanche Bruce (R) - 2. Lucius Lamar (D) | Missouri - 1. Francis Cockrell (D) - 3. Lewis V. Bogy (D) bis zum 20. September 1877 - David H. Armstrong (D) vom 29. September 1877 bis zum 26. Januar 1879 - James Shields (D) ab dem 27. Januar 1879 Nebraska - 1. Algernon Sidney Paddock (R) - 2. Alvin Saunders (R) Nevada - 1. William Sharon (R) - 3. John P. Jones (R) New Hampshire - 2. Edward H. Rollins (R) - 3. Bainbridge Wadleigh (R) New Jersey - 1. Theodore Fitz Randolph (D) - 2. John R. McPherson (D) New York - 1. Francis Kernan (D) - 3. Roscoe Conkling (R) North Carolina - 2. Matt Whitaker Ransom (D) - 3. Augustus Summerfield Merrimon (D) Ohio - 1. Allen G. Thurman (D) - 3. John Sherman (R) bis zum 8. März 1877 - Stanley Matthews (R) ab dem 21. März 1877 Oregon - 2. La Fayette Grover (D) - 3. John H. Mitchell (R) Pennsylvania - 1. William A. Wallace (D) - 3. Simon Cameron (R) bis zum 12. März 1877 - James Donald Cameron ab dem 20. März 1877 Rhode Island - 1. Ambrose Burnside (R) - 2. Henry B. Anthony (R) South Carolina - 2. Matthew Butler (D) - 3. John J. Patterson (R) Tennessee - 1. James E. Bailey (D) - 2. Isham G. Harris (D) Texas - 1. Samuel B. Maxey (D) - 2. Richard Coke (D) Vermont - 1. George F. Edmunds (R) - 3. Justin Smith Morrill (R) Virginia - 1. Robert E. Withers (D) - 2. John W. Johnston (D) West Virginia - 1. Frank Hereford (D) - 2. Henry G. Davis (D) Wisconsin - 1. Angus Cameron (R) - 3. Timothy Otis Howe (R) |

## Mitglieder des Repräsentantenhauses
Folgende Kongressabgeordnete vertraten im 45. Kongress die Interessen ihrer jeweiligen Bundesstaaten:
| Alabama 8 Wahlbezirke - 1. James T. Jones (D) - 2. Hilary A. Herbert (D) - 3. Jeremiah Norman Williams (D) - 4. Charles M. Shelley (D) - 5. Robert F. Ligon (D) - 6. Goldsmith W. Hewitt (D) - 7. William Henry Forney (D) - 8. William Willis Garth (D) Arkansas 4 Wahlbezirke - 1. Lucien C. Gause (D) - 2. William Ferguson Slemons (D) - 3. Jordan E. Cravens (unabhängiger Demokrat) - 4. Thomas M. Gunter (D) Kalifornien 4 Wahlbezirke - 1. Horace Davis (R) - 2. Horace F. Page (R) - 3. John K. Luttrell (D) - 4. Romualdo Pacheco (R) bis zum 7. Februar 1878 - Peter D. Wigginton (D) ab dem 7. Februar 1878 Colorado Staatsweite Wahl - James B. Belford (R) bis zum 13. Dezember 1877 - Thomas MacDonald Patterson (D) ab dem 13. Dezember 1877 Connecticut 4 Wahlbezirke - 1. George M. Landers (D) - 2. James Phelps (D) - 3. John T. Wait (R) - 4. Levi Warner (D) Delaware Staatsweite Wahl - James Williams (D) Florida Zwei Wahlbezirke - 1. Robert H. M. Davidson (D) - 2. Horatio Bisbee (R) bis zum 20. Februar 1879 - Jesse Johnson Finley (D) ab dem 20. Februar 1879 Georgia 9 Wahlbezirke - 1. Julian Hartridge (D) bis zum 8. Januar 1879 - William Bennett Fleming (D) ab dem 10. Februar 1879 - 2. William Ephraim Smith (D) - 3. Philip Cook (D) - 4. Henry R. Harris (D) - 5. Milton A. Candler (D) - 6. James Henderson Blount (D) - 7. William Harrell Felton (ID = Unabhängiger Demokrat) - 8. Alexander Hamilton Stephens (D) - 9. Hiram Parks Bell (D) Illinois 19 Wahlbezirke - 1. William Aldrich (R) - 2. Carter Harrison, Sr. (D) - 3. Lorenz Brentano (R) - 4. William Lathrop (R) - 5. Horatio C. Burchard (R) - 6. Thomas J. Henderson (R) - 7. Philip C. Hayes (R) - 8. Greenbury L. Fort (R) - 9. Thomas A. Boyd (R) - 10. Benjamin F. Marsh (R) - 11. Robert M. Knapp (D) - 12. William McKendree Springer (D) - 13. Thomas F. Tipton (R) - 14. Joseph Gurney Cannon (R) - 15. John R. Eden (D) - 16. William A. J. Sparks (D) - 17. William Ralls Morrison (D) - 18. William Hartzell (D) - 19. Richard W. Townshend (D) Indiana 13 Wahlbezirke - 1. Benoni S. Fuller (D) - 2. Thomas R. Cobb (D) - 3. George A. Bicknell (D) - 4. Leonidas Sexton (R) - 5. Thomas M. Browne (R) - 6. Milton S. Robinson (R) - 7. John Hanna (R) - 8. Morton C. Hunter (R) - 9. Michael D. White (R) - 10. William H. Calkins (R) - 11. James La Fayette Evans (R) - 12. Andrew H. Hamilton (D) - 13. John Harris Baker (R) Iowa 9 Wahlbezirke - 1. Joseph Champlin Stone (R) - 2. Hiram Price (R) - 3. Theodore Weld Burdick (R) - 4. Nathaniel Cobb Deering (R) - 5. Rush Clark (R) - 6. Ezekiel S. Sampson (R) - 7. Henry J. B. Cummings (R) - 8. William Fletcher Sapp (R) - 9. S. Addison Oliver (R) Kansas 3 Wahlbezirke - 1. William A. Phillips (R) - 2. Dudley C. Haskell (R) - 3. Thomas Ryan (R) Kentucky 10 Wahlbezirke - 1. Andrew Boone (D) - 2. James A. McKenzie (D) - 3. John W. Caldwell (D) - 4. J. Proctor Knott (D) - 5. Albert S. Willis (D) - 6. John Griffin Carlisle (D) - 7. Joseph Blackburn (D) - 8. Milton J. Durham (D) - 9. Thomas Turner (D) - 10. John Blades Clarke (D) Louisiana 6 Wahlbezirke - 1. Randall L. Gibson (D) - 2. E. John Ellis (D) - 3. Chester Bidwell Darrall (R) bis zum 20. Februar 1878 - Joseph H. Acklen (D) ab dem 20. Februar 1878 - 4. Joseph Barton Elam (D) - 5. John E. Leonard (R) bis zum 15. März 1878 - J. Smith Young (D) ab dem 5. November 1878 - 6. Edward White Robertson (D) Maine 5 Wahlbezirke - 1. Thomas Brackett Reed (R) - 2. William P. Frye (R) - 3. Stephen Lindsey (R) - 4. Llewellyn Powers (R) - 5. Eugene Hale (R) Maryland 6 Wahlbezirke. - 1. Daniel Maynadier Henry (D) - 2. Charles Boyle Roberts (D) - 3. William Kimmel (D) - 4. Thomas Swann (D) - 5. Eli Jones Henkle (D) - 6. William Walsh (D) Massachusetts 11 Wahlbezirke - 1. William W. Crapo (R) - 2. Benjamin W. Harris (R) - 3. Walbridge A. Field (R) bis zum 28. März 1878 - Benjamin Dean (D) ab dem 28. März 1878 - 4. Leopold Morse (D) - 5. Nathaniel Prentiss Banks (R) - 6. George B. Loring (R) - 7. Benjamin Franklin Butler (R) - 8. William Claflin (R) - 9. William W. Rice (R) - 10. Amasa Norcross (R) - 11. George D. Robinson (R) Michigan 9 Wahlbezirke - 1. Alpheus S. Williams (D) bis zum 21. Dezember 1878 - 2. Edwin Willits (R) - 3. Jonas H. McGowan (R) - 4. Edwin W. Keightley (R) - 5. John W. Stone (R) - 6. Mark S. Brewer (R) - 7. Omar D. Conger (R) - 8. Charles C. Ellsworth (R) - 9. Jay Abel Hubbell (R) Minnesota 3. Wahlbezirke - 1. Mark H. Dunnell (R) - 2. Horace B. Strait (R) - 3. Jacob H. Stewart (R) Mississippi 6 Wahlbezirke - 1. Henry L. Muldrow (D) - 2. Van H. Manning (D) - 3. Hernando Money (D) - 4. Otho R. Singleton (D) - 5. Charles E. Hooker (D) - 6. James Ronald Chalmers (D) Missouri 13 Wahlbezirke - 1. Anthony F. Ittner (R) - 2. Nathan Cole (R) - 3. Lyne Metcalfe (R) - 4. Robert Anthony Hatcher (D) - 5. Richard P. Bland (D) - 6. Charles Henry Morgan (D) - 7. Thomas Theodore Crittenden (D) - 8. Benjamin Joseph Franklin (D) - 9. David Rea (D) - 10. Henry Moses Pollard (R) - 11. John Bullock Clark (D) - 12. John Montgomery Glover (D) - 13. Aylett Hawes Buckner (D) | Nebraska Staatsweite Wahl - Frank Welch (R) bis zum 4. September 1878 - Thomas Jefferson Majors (R) ab dem 5. November 1878 Nevada Staatsweite Wahl - Thomas Wren (R) New Hampshire 3 Wahlbezirke - 1. Frank Jones (D) - 2. James F. Briggs (R) - 3. Henry W. Blair (R) New Jersey 7 Wahlbezirke - 1. Clement Hall Sinnickson (R) - 2. John H. Pugh (R) - 3. Miles Ross (D) - 4. Alvah A. Clark (D) - 5. Augustus W. Cutler (D) - 6. Thomas Baldwin Peddie (R) - 7. Augustus Albert Hardenbergh (D) New York 33 Wahlbezirke - 1. James W. Covert (D) - 2. William D. Veeder (D) - 3. Simeon B. Chittenden (R) - 4. Archibald Meserole Bliss (D) - 5. Nicholas Muller (D) - 6. Samuel S. Cox (D) - 7. Anthony Eickhoff (D) - 8. Anson G. McCook (R) - 9. Fernando Wood (D) - 10. Abram Hewitt (D) - 11. Benjamin A. Willis (D) - 12. Clarkson Nott Potter (D) - 13. John H. Ketcham (R) - 14. George M. Beebe (D) - 15. Stephen L. Mayham (D) - 16. Terence J. Quinn (D) bis zum 18. Juni 1878 - John Mosher Bailey (R) ab dem 5. November 1878 - 17. Martin I. Townsend (R) - 18. Andrew Williams (R) - 19. Amaziah B. James (R) - 20. John H. Starin (R) - 21. Solomon Bundy (R) - 22. George A. Bagley (R) - 23. William J. Bacon (R) - 24. William H. Baker (R) - 25. Frank Hiscock (R) - 26. John H. Camp (R) - 27. Elbridge G. Lapham (R) - 28. Jeremiah W. Dwight (R) - 29. John N. Hungerford (R) - 30. Elizur K. Hart (D) - 31. Charles B. Benedict (D) - 32. Daniel N. Lockwood (D) - 33. George Washington Patterson (R) North Carolina 8 Wahlbezirke - 1. Jesse Johnson Yeates (D) - 2. Curtis Hooks Brogden (R) - 3. Alfred Moore Waddell (D) - 4. Joseph J. Davis (D) - 5. Alfred Moore Scales (D) - 6. Walter Leak Steele (D) - 7. William M. Robbins (D) - 8. Robert B. Vance (D) Ohio 20 Wahlbezirke - 1. Milton Sayler (D) - 2. Henry B. Banning (D) - 3. Mills Gardner (R) - 4. John A. McMahon (D) - 5. Americus V. Rice (D) - 6. Jacob Dolson Cox (R) - 7. Henry L. Dickey (D) - 8. J. Warren Keifer (R) - 9. John S. Jones (R) - 10. Charles Foster (R) - 11. Henry S. Neal (R) - 12. Thomas Ewing, Jr. (D) - 13. Milton I. Southard (D) - 14. Ebenezer B. Finley (D) - 15. Nelson H. Van Vorhes (R) - 16. Lorenzo Danford (R) - 17. William McKinley (R) - 18. James Monroe (R) - 19. James A. Garfield (R) - 20. Amos Townsend (R) Oregon Staatsweite Wahl - Richard Williams (R) Pennsylvania 27 Wahlbezirke. - 1. Chapman Freeman (R) - 2. Charles O’Neill (R) - 3. Samuel J. Randall (D) - 4. William D. Kelley (R) - 5. Alfred C. Harmer (R) - 6. William Ward (R) - 7. Isaac Newton Evans (R) - 8. Hiester Clymer (D) - 9. Abraham Herr Smith (R) - 10. Samuel Augustus Bridges (D) - 11. Francis Dolan Collins (D) - 12. Hendrick Bradley Wright (D) - 13. James Bernard Reilly (D) - 14. John Weinland Killinger (R) - 15. Edward Overton (R) - 16. John I. Mitchell (R) - 17. Jacob Miller Campbell (R) - 18. William Stenger (D) - 19. Levi Maish (D) - 20. Levi A. Mackey (D) - 21. Jacob Turney (D) - 22. Russell Errett (R) - 23. Thomas McKee Bayne (R) - 24. William Shadrack Shallenberger (R) - 25. Harry White (R) - 26. John McCandless Thompson (R) - 27. Lewis Findlay Watson (R) Rhode Island 2 Wahlbezirke - 1. Benjamin T. Eames (R) - 2. Latimer Whipple Ballou (R) South Carolina 5 Wahlbezirke. - 1. Joseph Hayne Rainey (R) - 2. Richard H. Cain (R) - 3. D. Wyatt Aiken (D) - 4. John H. Evins (D) - 5. Robert Smalls (R) Tennessee 10 Wahlbezirke - 1. James Henry Randolph (R) - 2. Jacob Montgomery Thornburgh (R) - 3. George Gibbs Dibrell (D) - 4. Haywood Yancey Riddle (D) - 5. John Morgan Bright (D) - 6. John Ford House (D) - 7. Washington C. Whitthorne (D) - 8. John Atkins (D) - 9. William Parker Caldwell (D) - 10. H. Casey Young (D) Texas 6 Wahlbezirke. - 1. John Henninger Reagan (D) - 2. David B. Culberson (D) - 3. James W. Throckmorton (D) - 4. Roger Q. Mills (D) - 5. De Witt Clinton Giddings (D) - 6. Gustav Schleicher (D) bis zum 10. Januar 1879 Vermont 3 Wahlbezirke - 1. Charles Herbert Joyce (R) - 2. Dudley Chase Denison (IR) - 3. George Whitman Hendee (R) Virginia 9 Wahlbezirke - 1. Beverly B. Douglas (D) bis zum 22. Dezember 1878 - Richard Beale (D) ab dem 23. Januar 1879 - 2. John Goode (D) - 3. Gilbert Carlton Walker (D) - 4. Joseph Jorgensen (R) - 5. George Cabell (D) - 6. John Tucker (D) - 7. John T. Harris (D) - 8. Eppa Hunton (D) - 9. Auburn Pridemore (D) West Virginia 3 Wahlbezirke - 1. Benjamin Wilson (D) - 2. Benjamin F. Martin (D) - 3. John E. Kenna (D) Wisconsin 8 Wahlbezirke - 1. Charles G. Williams (R) - 2. Lucien B. Caswell (R) - 3. George Cochrane Hazelton (R) - 4. William Pitt Lynde (D) - 5. Edward S. Bragg (D) - 6. Gabriel Bouck (D) - 7. Herman L. Humphrey (R) - 8. Thaddeus C. Pound (R) |

Nicht stimmberechtigte Mitglieder im Repräsentantenhaus:
- Arizona-Territorium: Hiram Sanford Stevens (D)
- Dakota-Territorium: Jefferson P. Kidder (R)
- Idaho-Territorium: Stephen Southmyd Fenn (D)
- Montana-Territorium: Martin Maginnis (D)
- New-Mexico-Territorium: Trinidad Romero (R)
- Utah-Territorium: George Q. Cannon (R)
- Washington-Territorium: Orange Jacobs (R)
- Wyoming-Territorium: William Wellington Corlett (D)